# Gaskoňské vévodství
Gaskoňské nebo Vasconské vévodství (baskicky Baskoniako dukerria, okcitánsky Ducat de Gasconha, francouzsky Duché de Gascogne nebo Duché de Vasconie) neboli Gaskoňsko či Vasconie, byl středověký státní útvar existující mezi lety 602 a 1453 v jihozápadní Francii a částečně zasahující do severního Španělska; ve středověku sousedilo na severu s Akvitánií a na východě s hrabstvím Toulouse, na jihu s Aragonií, Navarrou a hrabstvím Barcelony.

## Historie
Počátky Gaskoňska sahají až do raného středověku. Prapůvodní Wasconia („země Basků“) byla vytvořena franskými Merovejci jako pohraniční marka pro jejich Franskou říši; hraničila s říší Vizigótů a po jejím pádu se stala dějištěm vpádu muslimů do nitra Evropy. 
Po sériích povstání proti Frankům, znovu nabyté svobody a její opakované ztráty, bylo Gaskoňsko v roce 1053 dobyto Akvitánským vévodstvím. Spolu s Anglií a dalšími pevninskými vévodstvími tvořily součást velké říše Anjouovců (Plantagenetů). Od roku 1204 si titul gaskoňského vévody přisvojili angličtí králové této dynastie.
Gaskoňské vévodství až do Stoleté války mezi Anglií a Francií náleželo ke kontinentálnímu panství Plantagenetů, jenže v důsledku konečné anglické porážky následovala ztráta všech jejích pevninských území ve prospěch Francie – tudíž bylo i Gaskoňsko dobyto a připojeno k Francii, a to králem Karlem V. Francouzským. V roce 1453 bylo plně inkorporováno do Francie v rámci vévodství Guyenne (zkomolenina jména Akvitánie) a jako samostatný státní útvar přestalo definitivně existovat.
Až do Velké francouzské revoluce pak bylo Gaskoňsko jednou z francouzských provincií.

## Členění
Vévodství bylo rozděleno mezi hrabství, vikomství a tři samostatná panství (baronie). Hrabství a vikomství se dále dělila na jednotlivá panství.
- Hrabství armagnacké
- Hrabství astaracké
- Hrabství bigorrské
- Hrabství comminguesské
- Hrabství couseranské
- Hrabství fézensacké
- Vikomtství daxské
- Vikomtství lomagneské
- Vikomtství tartaské
- Vikomtství souleské
- Vikomtství labourdské
- Vikomtství marsanské
- Panství albretské
- Panství agramontské
- Panství amikuzsko-ostabarretské

## Symboly

znak:
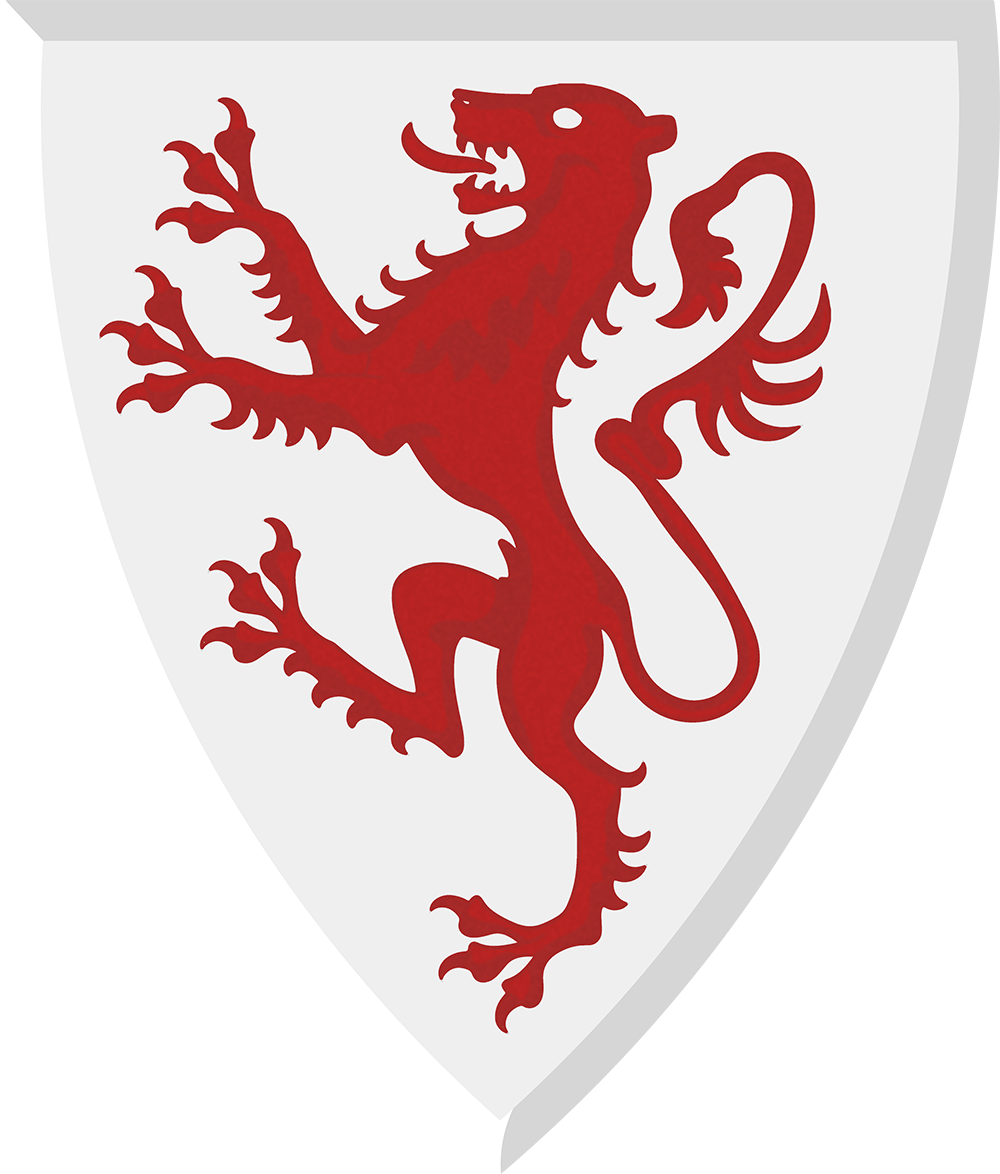
Gaskoňská dynastie (768–1032)
Poitierská a Armagnacká dynastie
Plantagenetská dynastie